# Farragut (Iowa)
Farragut – miasto w Stanach Zjednoczonych, w stanie Iowa, w hrabstwie Fremont. Zgodnie ze spisem statystycznym z 2000 roku, miasto liczyło 509 mieszkańców.